# Corneille Metsys
Pour les articles homonymes, voir Metsys.

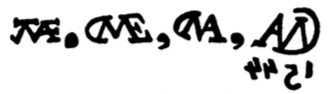
A. Monogrammes de Corneille Metsys,
selon.

Corneille ou Cornelis Metsys est un artiste flamand de la Renaissance né à Anvers en 1510 ou 1511 et mort en 1556 ou 1557.
Fils de Quentin Metsys et frère de Jan Metsys, il devient franc-maître à la guilde de Saint-Luc d'Anvers en 1531-1532.
Dessinateur, graveur et peintre, son style évoque celui de Joachim Patinier qui, à plusieurs reprises, travailla en collaboration avec son père.

## Biographie
Second fils issu du deuxième mariage de Quentin Metsys avec Catherine Heyns, il fait son apprentissage de peintre auprès de son père en compagnie de son frère Jan.
Peintre d'histoire spécialisé dans le paysage comme Joachim Patinier dont il est un des continuateurs, il s'initie à la gravure sur cuivre au burin vers 1527.
Peu après la mort de son père entre 1531 et 1532, il est reçu encore mineur franc-maître à la guilde de Saint-Luc d'Anvers. Il signe habituellement ses œuvres d'un monogramme : COR.MET. de 1537 à 1539, CME de 1539 à 1543 et CMA de 1544 à 1556 (ill. A).
Plus tard, il fréquente en compagnie de son frère Jan les libres-penseurs de la secte libertine des loïstes dirigée par Eligius Pruystinck (en) dit Loys de Schaliedecker. Ce dernier est arrêté en 1544, ce qui provoque la fuite des frères Metsys à l'étranger. Condamnés par contumace, ils sont bannis du Brabant et leurs biens confisqués sont vendus aux enchères publiques.
Corneille reste à l'étranger, où il meurt en 1556-1557 à l'âge de 45 ans.

## Catalogue raisonné des peintures

### ●Tableaux de Corneille Metsys signés et datés
Classement chronologique.
- Retour du fils prodigue, signé et daté : « 1538 COR MET », huile sur panneau, 74,5 × 99,5 cm, Rijksmuseum, Amsterdam, inv. SK-A-1286 (ill. P1).
- Arrivée de la sainte famille à Bethléem, signé en bas à droite : « CME » et daté 1543, huile sur panneau de chêne, 27 × 38 cm, Staatliche Museen zu Berlin, Berlin, inv. 675 (ill. P2).
- Paysage avec saint Jérôme, signé et daté à gauche : « CMA 1547 », huile sur panneau, 26 × 31 cm, Koninklijk Museum voor Schone Kunsten, Anvers, inv. 830 (ill. P3).
- Paysage, signé et daté : « CMA 1556 », huile sur bois, 15,5 × 24 cm, Fondation P. et N. de Boer, collection particulière.
- Montée au calvaire, signé et daté, huile sur bois, 32 × 51 cm, collection particulière Vlastislav Zátka, Ceské Budejovice.
- Paysage avec chasse au chevreuil, signé et daté en bas au centre : « CMA 15.. », huile sur bois, 37,5 × 59 cm, Anhaltische Gemäldegalerie - Schloss Georgium, Dessau, inv. 31.
- Montée au calvaire, trace de monogramme et de date en bas à droite, huile sur bois, 30,2 × 44,5 cm, musées royaux des beaux-arts, Bruxelles, inv. 6644.

### ●Tableaux attribués à Corneille Metsys
Classement par type de collection et titre.
Collections publiques
- Crucifixion, vers 1531-1562, huile sur bois, 52 × 72 cm, Maison Snijders&Rockox, Anvers, inv. 43625.
- Crucifixion, XVIe siècle, huile sur bois, 17,5 × 24 cm, Molenbeek-Saint-Jean, inv. 319.
- Multiplication des pains et des poissons, vers 1538-1543, huile sur bois, 124,5 × 142 cm, Monasterio San Lorenzo de El Escorial, Madrid, inv. 10014744.
- Paysage avec collines, 1565, huile sur bois, 17,6 × 23,9 cm, Museum Mayer van den Bergh, Anvers, inv. 805.
- Paysage avec fermes et forêt, huile sur bois, 17,6 × 23,9 cm, Museum Mayer van den Bergh, Anvers, inv. 805.
- Paysage avec fuite en Égypte, 1545-50, huile sur bois, 27 × 33 cm, musée national d'art de Catalogne, Barcelone, inv. 065000-000.
- Paysage avec jugement de Paris, huile sur bois, 32,4 × 43,5 cm, Toledo Museum of Art, Toledo, inv. 1935.57.
- Paysage avec personnages à la taverne, huile sur bois, 23 × 27 cm, Rijksmuseum Twenthe, Enschede, inv. 64.
- Paysage avec saint Jérôme, 1545, huile sur bois, 29,2 × 42,5 cm, musée de Grenoble, Grenoble, inv. MG 950 (ill. P4).
- Raccommodeur de soufflets, huile sur bois, 112 × 151,5 cm, musée des beaux-arts, Tournai, inv. cat. 52.
- Tentation de saint Antoine, 1531-1562, huile sur bois, 67 × 93,5 cm, musées royaux des beaux-arts, Bruxelles, inv. 1346.

Collections particulières
- Femme jalouse, vers 1530-1560, huile sur bois, Kasteel Nieuwburg, Oostkamp, collection particulière.
- Paysage avec fuite en Égypte et massacre des innocents, huile sur bois, collection particulière W. von Bissing, München.

Tableaux repérés dans le circuit commercial
- Allégorie du printemps (?), huile sur bois, 30,5 × 48,2 cm, vente Dorotheum, Vienne, 1996-10-15.
- Joseph et Marie cherchant refuge à Bethléem, huile sur bois, 18,8 × 16,3 cm, marchand Haboldt & Co., Paris et New York.
- Le Bon Samaritain, huile sur bois, 21,5 × 33,5 cm, vente Piasa, Paris, 2002-06-25.
- Paysage avec cavaliers et ville fortifiée, huile sur bois, 28 × 29,5 cm, vente Koller, Zurich, 2013-09-16
- Paysage avec château entouré d'eau, huile sur bois, fragment 15 × 24 cm, vente galerie Koller, Zurich, 1996-09-18.
- Paysage avec Jupiter et autres personnages", huile sur bois, 29,8 × 44,4 cm, vente Phillips Auctioneers, Londres, 1995-07-04.

### ●Attributions hypothétiques
Classement par type de collection
Collection particulière
- Paysage avec taverne au bord de l'eau, huile sur bois, collection Von Scheven, Potsdam.

Tableau repéré dans le circuit commercial
- Paysage avec baptême du Christ et prédication de Jean Baptiste, huile sur bois, 30,8 × 43,5 cm, vente Sotheby's, Londres, 2009-04-22.

P1. Retour du fils prodigue, Rijksmuseum, Amsterdam.
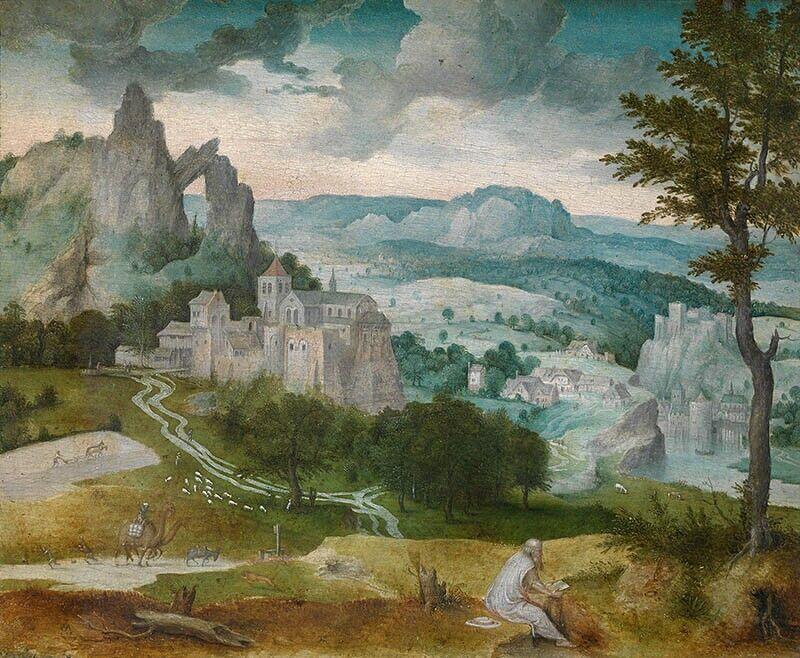
P2. Paysage avec saint Jérôme, musée royal des Beaux-Arts, Anvers.
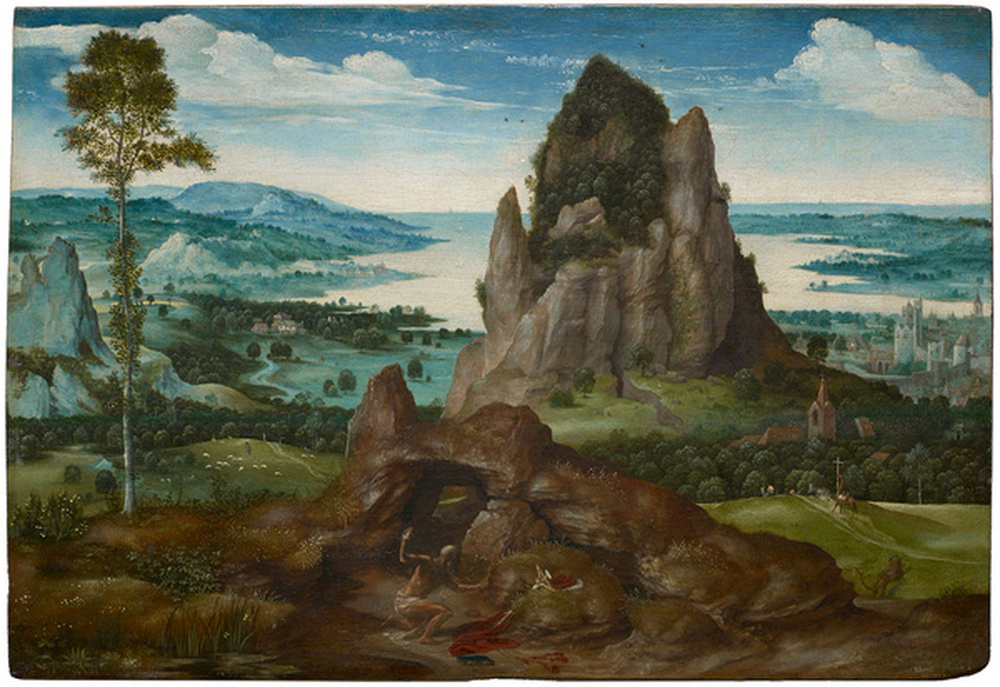
P3. Paysage avec saint Jérôme, musée de Grenoble.
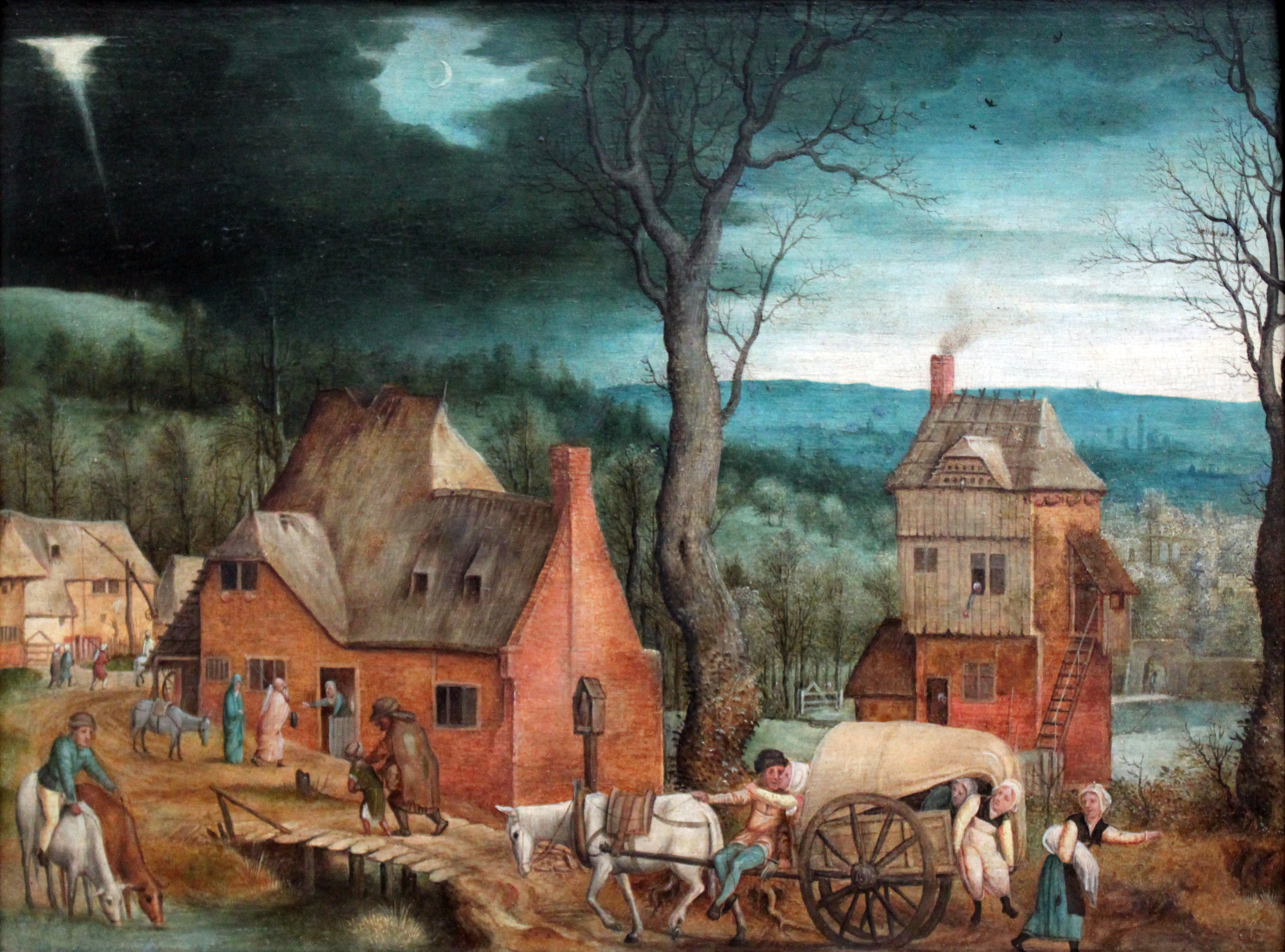
P4. Arrivée de la Sainte Famille à Bethléem, Gemäldegalerie, Berlin.
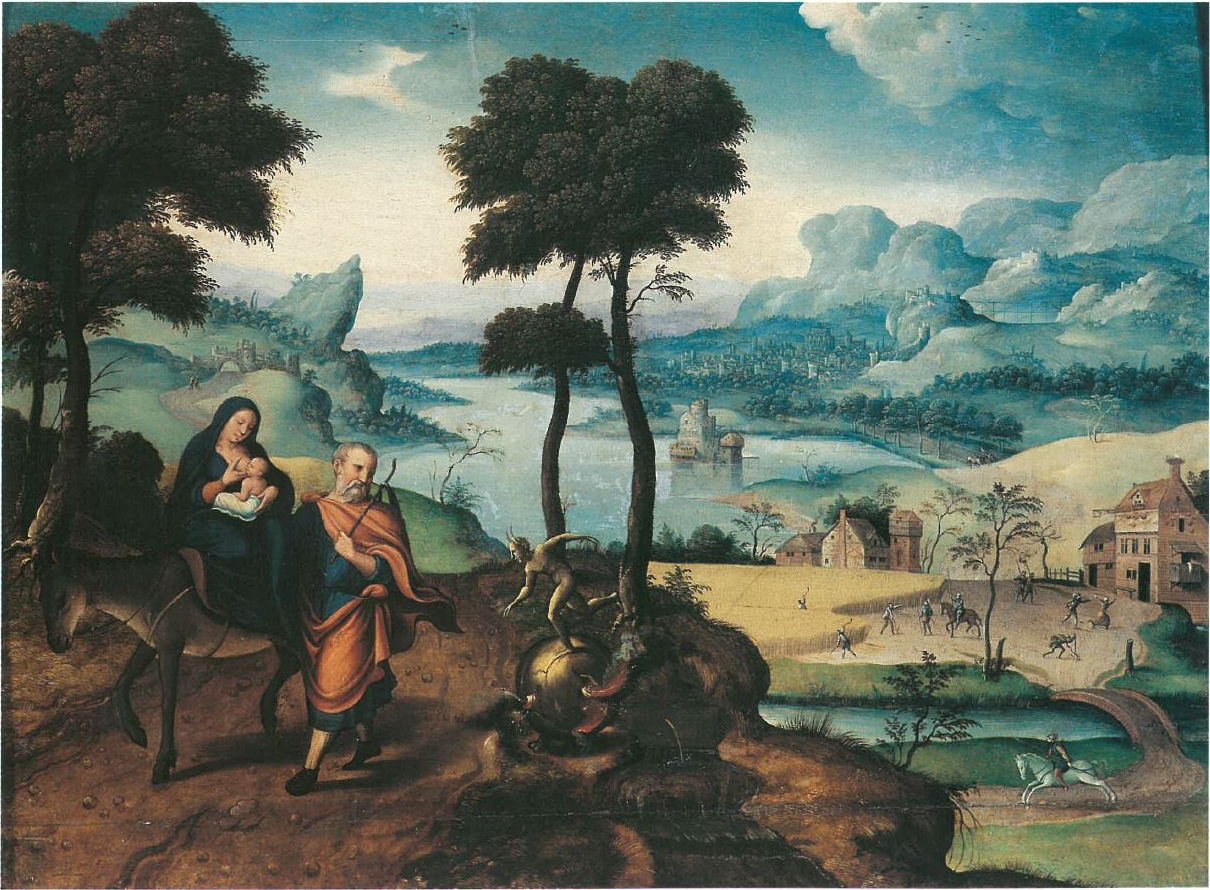
P5. La Fuite en Égypte, Maison d’Érasme & Béguinage, Anderlecht.

## Dessins

### ●Signés et datés
- Vue de Bruxelles, signé et daté en bas à droite : « Cornelis Quinten Anno [?] 1522 », encre brune à la plume sur papier, 97 × 279 mm, Kupferstichkabinett, Berlin, inv. KdZ 6837.
- Paysage de montagne, signé et daté : « CMET / 1540 », encre sur papier, 199 × 312 mm, Musées royaux des beaux-arts, Bruxelles, inv. 4060/2464.
- Paysage avec tentation du Christ, signé et daté : « CME 154[2] », encre brune à la plume sur papier, 197 × 311 mm, Scottish National Gallery, Édimbourg, inv. D 1710.
- Quatre aveugles trébuchent, signé et daté en bas à droite : « Cor. M... 15.. », plume sur papier, 79 × 124 mm, Royal Scottish Academy, Édimbourg, inv. 18530.

### ●Attributions incertaines
- Château, encre brune à la plume sur papier recto-verso, 156 × 201 mm, Graphische Sammlung Albertina, Vienne, inv. 7879.
- Paysage de montagne avec bâtiments, encre brune à la plume sur papier recto-verso, 135 × 197 mm, Graphische Sammlung Albertina, Vienne, inv. 7878.
- Paysage vallonné avec château, encre brune à la plume sur papier recto-verso, 156 × 201 mm, Graphische Sammlung Albertina, Vienne, inv. 7879.
- Paysage vallonné avec fleuve et bâtiments, encre grise à la plume sur papier, 132 × 198 mm, Graphische Sammlung Albertina, Vienne, inv. 17545.

En collaboration :
- Corneille Metsys et Pieter Huys, Überlingen et Meersburg au bord du lac de Constance, XVIe siècle, encre sur papier, 195 × 328 mm, musées royaux des beaux-arts, Bruxelles, inv. 4060/1790.

## L'œuvre gravé
Le premier catalogue de l'œuvre gravé de Corneille Metsys est redirigé par Bartsch en 1808, puis complété par plusieurs auteurs. Van den Branden donne en 1883 une version presque définitive à sa biographie. C'est, selon Van der Stock, le graveur sur cuivre d'Anvers le plus représentatif de la seconde génération, celle qui suit celle du Maître S.
On connaît 109 estampes monogrammées de Corneille Metsys :
- 24 estampes marquées COR. MET. (1537-1539) toutes datées sauf une (ill. G1),
- 8 estampes marquées CME (1539-1543),
- 77 estampes marquées CMA (1544-1556) dont 37 sont datées.[11]

Dans le premier groupe figure quelques copies, comme La Pêche miraculeuse (ill. G1a) exécutée librement d'après un carton de Raphaël aujourd'hui conservé au Victoria and Albert Museum de Londres (ill. G1b). C'est probablement à Bruxelles, dans l'atelier de Pieter van Aelst qui était chargé de réaliser des tapisseries commandées en 1515 par le pape Léon X et destinées à orner la chapelle Sixtine, que Corneille Metsys a vu son modèle.
|                                                                                               |                                                                        |
| a. Corneille Metsys, copie d'après Raphaël, vers 1538, signée : RAPH.[AEL] INVE[NIT]/COR.MET. | b. Raphaël, carton de tapisserie, Victoria and Albert Museum, Londres. |

On trouve également des scènes de genre comme le Couple d'estropiés (ill. G2), les Estropiés musiciens et des Paysans dansant, mais aussi des estampes d'histoire tirées de l'ancien testament comme David présentant la tête de Goliath.
Peu nombreuses, les estampes du second groupe, monogrammé « CME », comprennent notamment l'allégorie Caritas (ill. G3).
Dans le troisième groupe, monogrammé « CMA », on trouve des portraits comme celui d'Henri VIII, roi d'Angleterre (ill. G4), la série de L'histoire de Samson dont est tirée l'estampe intitulée Samson tue le lion à mains nues (ill. G5), des grotesques, une Betsabée au bain (ill. G6), ainsi que l'estampe de la Parabole des aveugles (ill. G7b) qui est considérée comme l'une des plus importantes de Corneille Metsys. En effet, elle constitue un lien entre la version de Bosch (ill. G7a) et celle de Brueghel (ill. G7c) qui illustrent la parabole du Christ : « Laissez-les, ce sont des aveugles qui conduisent des aveugles ; si un aveugle conduit un aveugle, ils tomberont tous deux dans une fosse. » (Matthieu 15:14).

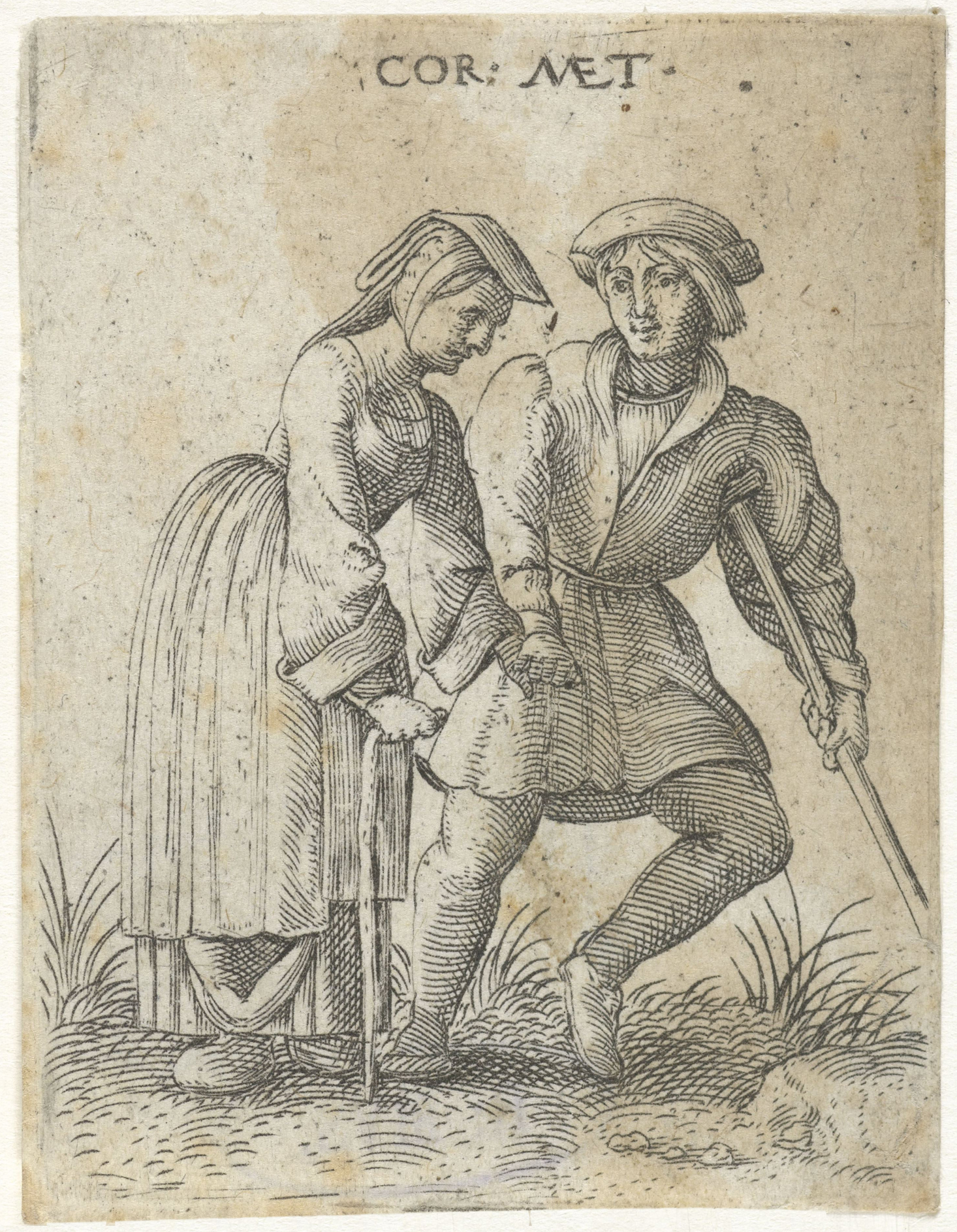
G2. Couple d'estropiés, signé : COR.MET.
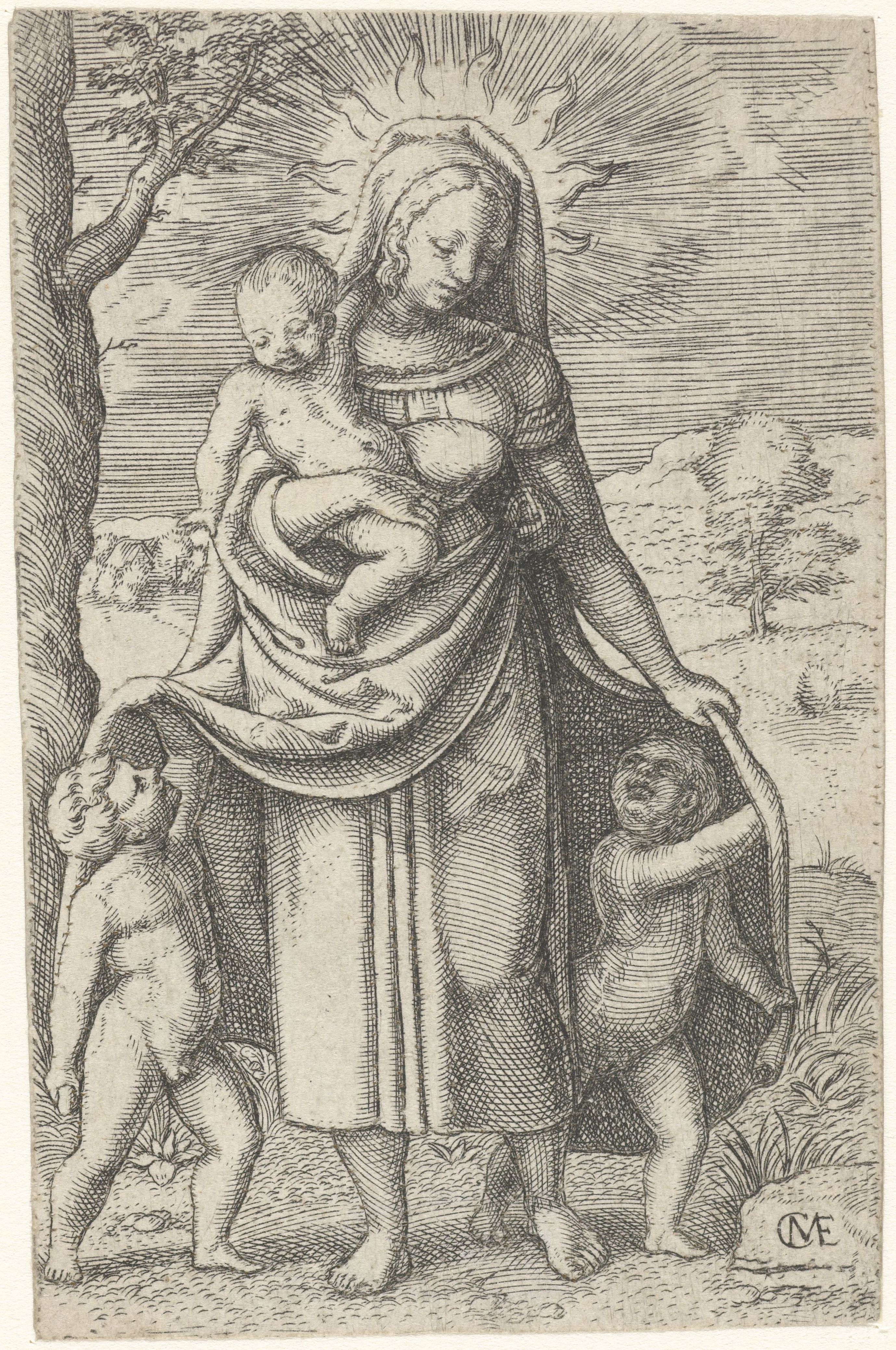
G3. Caritas, signée : CME/1543 ou 1544.
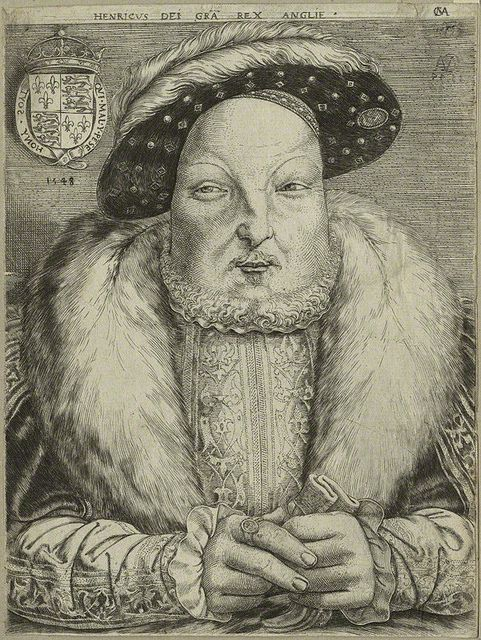
G4. Henry VIII, roi d'Angleterre, signé : CMA/1544 en miroir.
G5. Samson tue le lion à mains nues, signée : 1549/CMA.[18]
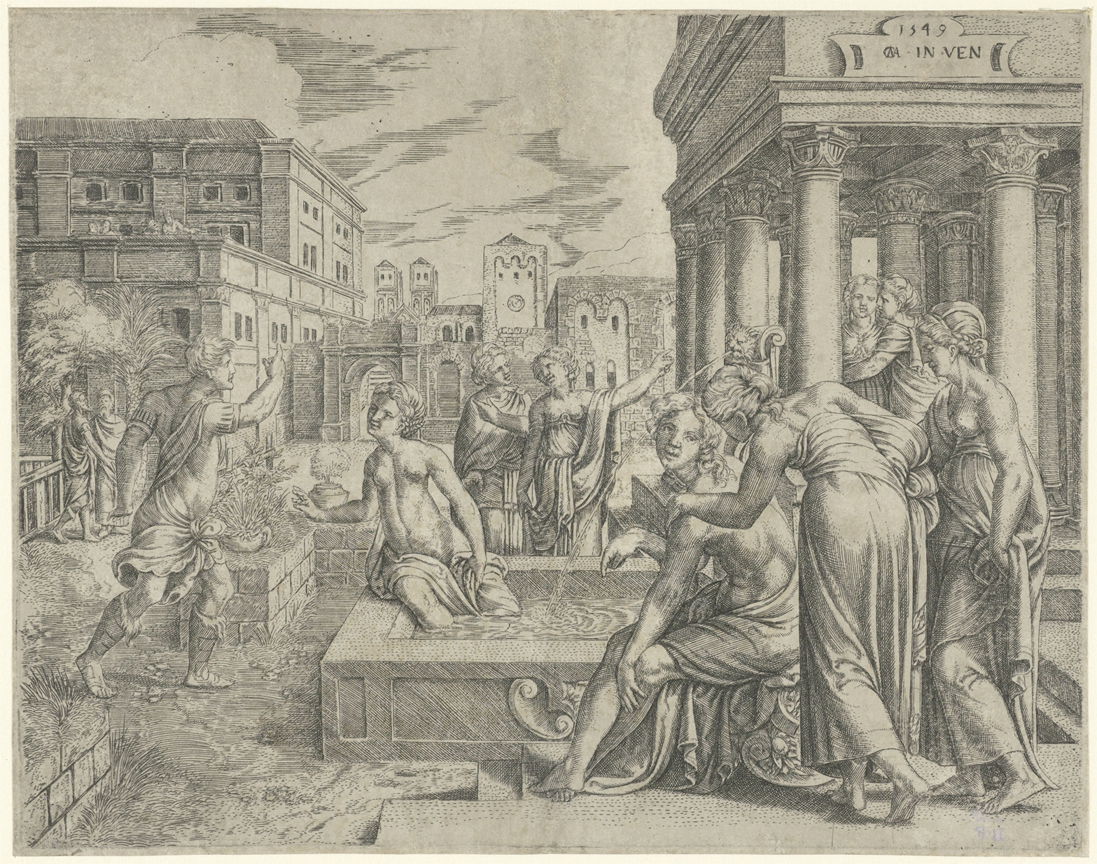
G6. Betsabée au bain, signé 1549/CMA. INVEN[IT].

|                                                |                                |                           |
| a. Jérôme Cock (c. 1561) d'après Jérôme Bosch. | b. Cornelis Metsys, vers 1545. | c. Pieter Brueghel, 1568. |